# 塔尔西斯区

亚马孙区

塔尔西斯区（英語：Tharsis quadrangle）是美国地质调查局太空地质学研究计划对火星表面划分的30个区域之一，编号为。
塔尔西斯区覆盖了火星西经90°至135°、北纬0°至30°的区域，包括了塔尔西斯高地的大部分。这一高地与珠穆朗玛峰的高度相近，面积则相当于整个欧洲。高地上有一些大型火山，其中奥林帕斯山为最高峰。